# 遠州浜
遠州浜（えんしゅうはま）は、静岡県浜松市中央区の町名。現行行政地名は遠州浜一丁目から遠州浜四丁目。住居表示実施済み。

## 地理
浜松市の最南端に位置する。町域外は未整理の農地などが散在するが、住宅や商店が区画整理された土地に密集している。県営や市営の公営住宅も設置されている。在日ブラジル人等外国人居住者が多い。2011年3月に浜松市立南の星小学校に統合された浜松市立遠州浜小学校では廃校直前まで外国人向けの日本語教育に力を入れている。町域内は主に住宅地として利用され、区画整理された町内には、公園や商店も設置されている。

## 歴史
以前の地名は福島町・西島町・松島町であった。なお、遠州浜の成立によって、これら３町はそれぞれ遠州浜を挟む形で南北に分断される形となった。2007年4月1日、浜松市は政令指定都市に移行し、遠州浜は南区の一部となった。2024年4月1日、行政区の統廃合により中央区の一部となった。

## 世帯数と人口
2018年（平成30年）12月1日現在の世帯数と人口は以下の通りである。
| 丁目         | 世帯数    | 人口    |
| ------------ | --------- | ------- |
| 遠州浜一丁目 | 629世帯   | 1,350人 |
| 遠州浜二丁目 | 515世帯   | 1,236人 |
| 遠州浜三丁目 | 671世帯   | 1,719人 |
| 遠州浜四丁目 | 271世帯   | 485人   |
| 計           | 2,086世帯 | 4,790人 |

## 小・中学校の学区
市立小・中学校に通う場合、学区は以下の通りとなる。
| 丁目         | 番・番地等 | 小学校               | 中学校             |
| ------------ | ---------- | -------------------- | ------------------ |
| 遠州浜一丁目 | 全域       | 浜松市立南の星小学校 | 浜松市立江南中学校 |
| 遠州浜二丁目 | 全域       | 浜松市立南の星小学校 | 浜松市立江南中学校 |
| 遠州浜三丁目 | 全域       | 浜松市立南の星小学校 | 浜松市立江南中学校 |
| 遠州浜四丁目 | 全域       | 浜松市立南の星小学校 | 浜松市立江南中学校 |

## 交通
- 遠鉄バス
  - 1遠州浜蜆塚線（（中島・浜松駅方面 - ）遠州浜西 - 遠州浜二丁目 - 遠州浜中 - 中央公園 - 遠州浜三丁目 - 遠州浜東 - 遠州浜南 - 遠州浜四丁目 - 遠州浜温泉）
  - 3・5三島江之島線（（三島（／向宿）・浜松駅方面 - ）遠州浜西 - 遠州浜二丁目 - 遠州浜中 - 中央公園 - 遠州浜三丁目 - 遠州浜東 - 遠州浜南 - 遠州浜四丁目）

## 施設
- 遠州浜外科医院
- あすなろ幼稚園（学校法人あすなろ学園が運営）
- エオスプレスクール（社会福祉法人浜松児童福祉園が運営する認可保育園）

### 廃止された施設
- 浜松市立遠州浜小学校（→浜松市立五島小学校と統合し、浜松市立南の星小学校となった。）
- 遠州浜幼稚園（→学校法人無憂樹（アソカ）学園が運営していた。2008年3月に同法人が運営していた中田島幼稚園と統合し、大柳町に美波幼稚園を開園。）

## その他

### 日本郵便
- 郵便番号 : 430-0835[3]（集配局：浜松東郵便局[7]）。

### 警察
町内の警察の管轄区域は以下の通りである。
| 番・番地等 | 警察署       | 交番・駐在所 |
| ---------- | ------------ | ------------ |
| 全域       | 浜松東警察署 | 富屋町交番   |